# The FutureSex/LoveShow
 (avril 2014).
Si vous disposez d'ouvrages ou d'articles de référence ou si vous connaissez des sites web de qualité traitant du thème abordé ici, merci de compléter l'article en donnant les références utiles à sa vérifiabilité et en les liant à la section « Notes et références ».
The FutureSex/LoveShow est la deuxième tournée de concerts du chanteur américain Justin Timberlake.